# Amina Rezig
Amina Rezig, née le 24 décembre 1990, est une archère algérienne.

## Carrière
Amina Rezig est médaillée de bronze en arc classique par équipes aux Championnats d'Afrique de tir à l'arc 2016 à Windhoek.